# Jarron Cumberland
Jarron Cumberland (Wilmington, Ohio, 22 de septiembre de 1997) es un baloncestista estadounidense que pertenece a la plantilla de los Delaware Blue Coats de la G League. Con 1,96 metros de estatura, juega en la posición de escolta.

## Trayectoria deportiva

### Universidad
Jugó cuatro temporadas con los Bearcats de la Universidad de Cincinnati, en las que promedió 13,4 puntos, 3,6 rebotes y 3,1 asistencias por partido. En su primera temporada, saliendo del banquillo promedió 19,1 minutos, 8,3 puntos y 2,4 rebotes por partido, lo que le valió para ser incluido en el mejor quinteto de novatos de la American Athletic Conference y ser elegido mejor sexto hombre de la conferencia.
En sus dos últimas temporadas fue incluido en el mejor quinteto de la conferencia, y en su año sénior fue galardonado con el premio al Jugador del Año de la AAC.

#### Estadísticas
| Año     | Equipo     | PJ  | PT | MPP  | %TC  | %3P  | %TL  | RPP | APP | ROB | TPP | PPP  |
| ------- | ---------- | --- | -- | ---- | ---- | ---- | ---- | --- | --- | --- | --- | ---- |
| 2016–17 | Cincinnati | 35  | 0  | 19.1 | .493 | .355 | .644 | 2.4 | 1.5 | 1.0 | .3  | 8.3  |
| 2017–18 | Cincinnati | 36  | 36 | 28.9 | .409 | .339 | .678 | 4.0 | 2.9 | 1.0 | .4  | 11.5 |
| 2018–19 | Cincinnati | 35  | 35 | 32.5 | .404 | .388 | .773 | 4.4 | 3.6 | 1.1 | .4  | 18.8 |
| 2019–20 | Cincinnati | 27  | 27 | 32.4 | .384 | .313 | .753 | 3.8 | 4.9 | 1.0 | .7  | 15.5 |
| Total   | Total      | 133 | 98 | 28.0 | .414 | .352 | .730 | 3.6 | 3.1 | 1.0 | .4  | 13.4 |

### Profesional
Tras no ser elegido en el Draft de la NBA de 2020, Cumberland fue seleccionado en la duodécima posición del Draft de la NBA G League de 2020 por los Rio Grande Valley Vipers. El 26 de febrero de 2021 fue traspasado a los Raptors 905 a cambio del pívot Dewan Hernandez.
El 2 de octubre de 2021 fue traspasado a los Delaware Blue Coats. Fue elegido MVPde la G League Winter Showcase, después de conseguir 24 puntos, ocho rebotes y seis asistencias en la victoria por 104-98 en el partido por el campeonato contra Oklahoma City Blue.
El 25 de diciembre de 2021, Cumberland firmó un contrato de 10 días con los Portland Trail Blazers.
El 25 de abril de 2023, Cumberland firmó con los Caballeros de Culiacán del Circuito de Baloncesto de la Costa del Pacífico, debutando esa misma noche.
El 29 de octubre de 2023 se reincorporó a los Delaware Blue Coats, pero fue despedido el 9 de diciembre. Seis días después, fue readquirido por los Blue Coats.

## Estadísticas de su carrera en la NBA

### Temporada regular
| Año     | Equipo   | PJ | PT | MPP | %TC  | %3P  | %TL | RPP | APP | ROB | TPP | PPP |
| ------- | -------- | -- | -- | --- | ---- | ---- | --- | --- | --- | --- | --- | --- |
| 2021-22 | Portland | 3  | 0  | 4.0 | .500 | .000 | -   | 1.0 | .3  | .0  | .0  | .7  |
| Total   | Total    | 3  | 0  | 4.0 | .500 | .000 | -   | 1.0 | .3  | .0  | .0  | .7  |